# أليس بنكر ستوكهام
أليس بنكر ستوكهام (8 نوفمبر 1833 - 3 ديسمبر 1912) طبيبة توليد وأمراض النساء من شيكاغو، وخامس امرأة تصبح طبيبة في الولايات المتحدة. عززت المساواة بين الجنسين، وإصلاح اللباس الفيكتوري، وتحديد النسل، والرضا الجنسي للذكور والإناث من أجل زواج ناجح.
كانت شخصية كثيرة السفر والقراءة، وكان من بين أصدقائها ليو تولستوي وهافلوك إليس. زارت السويد، ومن رحلاتها إلى المدارس هناك عززت فكرة تعليم الأطفال الحرف المنزلية، وأعطت بنفسها دروسًا في الاقتصاد المنزلي والمتجر في الولايات المتحدة.

## نشاطها
ولدت أليس بنكر ستوكهام في كاردينغتون، أوهايو في 8 نوفمبر 1833، وحصلت على شهادة الطب من كلية شيكاغو في عام 1892.
ألقت محاضرات ضد استخدام الكورسيهات (المخصر) من قبل النساء، ودعت إلى الامتناع التام عن تناول الكحول والتبغ، وآمنت بحقوق المرأة. كانت ستوكهام نباتية. وفي عام 1893، كانت متحدثة في المؤتمر النباتي الدولي الثالث في شيكاغو.
أثارت الكثير من القضايا قلق ستوكهام، مثل الضغوط الاقتصادية للنساء المطلقات اللاتي لديهن أطفال والبغايا اللاتي يرغبن في الخروج من الشارع. لقد شعرت أن هؤلاء النساء ليس لديهن مهارات قابلة للتسويق ولن يتمكنّ من إعالة أنفسهن، لذلك أخذت بعض النسخ من كتابها توكولوجي، وهو دليل شخص عادي لأمراض النساء والقبالة، وطبعته بشكل خاص وأعطته إلى هؤلاء النساء ليبعنه على أبواب البيوت في شيكاغو. تأتي كل نسخة مع شهادة ملزمة موقعة من ستوكهام وتمنح حاملها إجراء فحص مجاني لأمراض النساء.
في عام 1905، أدينت ستوكهام البالغة من العمر 72 عامًا وناشرها بتوزيع منشورات غير لائقة بموجب قوانين كومستوك.
توفيت في منزلها في قصر الحمراء، كاليفورنيا في 3 ديسمبر 1912.

## كاريزا
لقد صاغت مصطلح كاريزا (من الكلمة الإيطالية «المداعبة») وألفت كتابًا بهذا الاسم في عام 1896. يشير الكتاب إلى الممارسات الجنسية الروحية غير الدينية التي تعتمد على تقنيات التانترا للتحكم في الجسم ولكنها لا تنطوي على أي من ثقافة التانترا أو الرمزية الأيقونية.
روجت كاريزا كوسيلة لتحقيق:
تحديد النسل (كانت ضد الإجهاض لكنها أرادت أن تكون المرأة قادرة على التحكم في الحمل)
المساواة الاجتماعية والسياسية للمرأة (شعرت أن «رجال الكاريزا» لن يغتصبوا زوجاتهم أبدًا وسيعاملونهن «بشكل لائق»)
المتعة الزوجية وبالتالي الإخلاص الزوجي (اعتبرت «كاريزا» أحد طرق علاج للزيجات الفاشلة).